# 三受業
三受業，又稱三受報業、三業，佛教阿毗達摩術語，根據受的性質，對於業進行的分類。這種分類法，根據善與不善二業，產生的苦、樂、不苦不樂三受，將業報分為三者：順樂受業（善業），順苦受業（惡業），順不苦不樂受業。

## 概論
《俱舍論》認為，由不善業感召的業果，稱順苦受業。由善業感召的業果中，由欲界至三禪，稱為順樂受業。由四禪以上，稱為順不苦不樂受業。